# Per Adriano

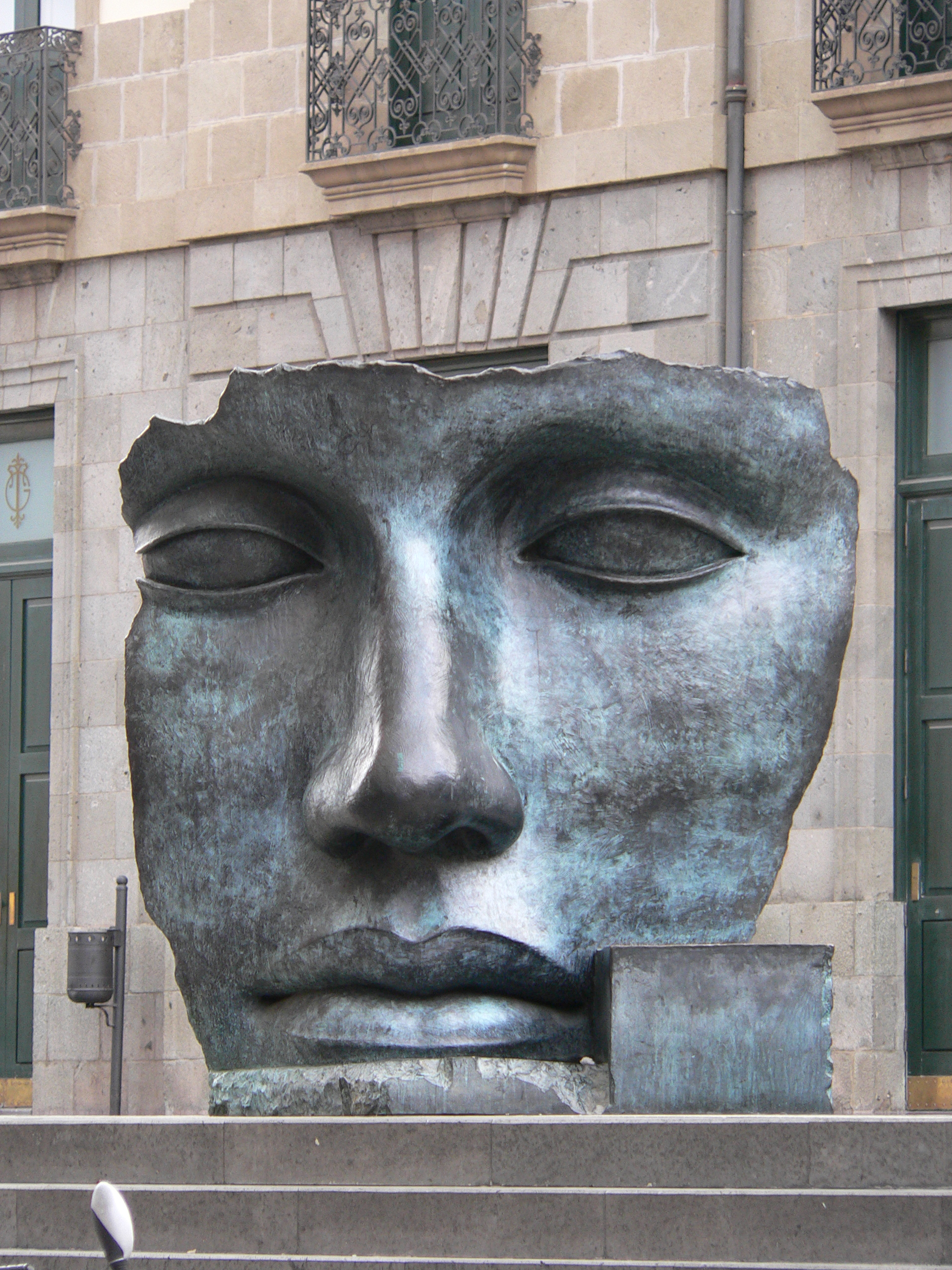
La escultura frente al teatro Guimerá.

Per Adriano es una escultura ubicada en la plaza del teatro Guimerá en Santa Cruz de Tenerife (Canarias, España).
Fue realizada por el escultor polaco Igor Mitoraj, en 1993, para la II Exposición Internacional de Escultura en la Calle celebrada en la ciudad en 1994. Está realizada en bronce y representa un gigantesco rostro femenino simbolizando las dos caras del teatro: la comedia y la tragedia.